# Juri Fazi
Juri Fazi (ur. 3 lipca 1961 w Pesaro) – włoski judoka. Dwukrotny olimpijczyk. Zajął piąte miejsce w Los Angeles 1984 i siódme w Seulu 1988. Startował w wadze półciężkiej.
Uczestnik mistrzostw świata w 1983, 1985, 1987 Startował w Pucharze Świata w 1991 roku. Triumfator igrzysk śródziemnomorskich w 1983 i trzeci w 1987 roku.

## Letnie Igrzyska Olimpijskie 1984
| Konkurencja | Eliminacje                  | Eliminacje             | Repasaże            | Repasaże                   | Klas. końcowa |
| Konkurencja | Przeciwnik I                | Przeciwnik II          | Przeciwnik I        | Przeciwnik II              | Miejsce       |
| ----------- | --------------------------- | ---------------------- | ------------------- | -------------------------- | ------------- |
| 95 kg       | Robert Köstenberger (AUT) Z | Douglas Vieira (BRA) P | Abdul Daffé (SEN) Z | Bjarni Friðriksson (ISL) P | 5.            |

## Letnie Igrzyska Olimpijskie 1988
| Konkurencja | Eliminacje          | Eliminacje       | Eliminacje             | Repasaże               | Klas. końcowa |
| Konkurencja | Przeciwnik I        | Przeciwnik II    | Przeciwnik III         | Przeciwnik I           | Miejsce       |
| ----------- | ------------------- | ---------------- | ---------------------- | ---------------------- | ------------- |
| 95 kg       | Marko Wylew (BGR) Z | Joe Meli (CAN) Z | Aurélio Miguel (BRA) p | Dennis Stewart (GBR) P | 7.            |